# Мейхер, Надежда Александровна
Наде́жда Алекса́ндровна Ме́йхер, также известная как Наде́жда Грано́вская (после замужества Уржумцева, укр. Надія Олександрівна Мейхер; род. 10 апреля 1982, село Збручовка, Волочисский район, Хмельницкая область, УССР, СССР) — украинская певица, актриса кино, телевидения и мюзиклов, телеведущая, продюсер, поэтесса и дизайнер. Солистка украинской женской поп-группы «ВИА Гра» (2000—2002; 2002—2006; 2009—2011).

## Биография
Родилась 10 апреля 1982 года в украинском селе Збручовка. Имеет украинское происхождение по матери и еврейское по отцу.
Когда Мейхер было 4 года, семья перебралась в райцентр Волочиск Хмельницкой области. Во время учёбы в школе её мать уехала на заработки в Италию. В 11 лет записалась в кружок народно-эстрадного танца, с коллективом которого выступала на различных мероприятиях, в том числе в городе Хмельницкий. Окончив школу, Надежда поступила в Хмельницкое педагогическое училище на факультет музыкального воспитания и хореографии. По окончании училища она уехала в Киев и начала работать в одном из местных театров. По совместительству работала в детском саду, позже стала хореографом во Дворце офицеров.
Во время войны на востоке Украины материально помогала беженцам из Донбасса, также призывала Россию и Украину сесть за стол переговоров.
В апреле 2016 года открыла бутик женской одежды Meiher by Meiher в торгово-развлекательном центре «Гулливер» в городе Киев.

## Карьера

### «ВИА Гра»
В середине 2000 года в Хмельницкий приехал с гастролями Валерий Меладзе. Он выступал в том же театре, где работала Надежда. Организатор концерта сообщил Надежде о том, что Константин Меладзе проводит кастинг в новую группу, и познакомил её с Валерием Меладзе. Надежда сделала фотосессию и отослала её в Киев. Спустя несколько месяцев Константин Меладзе и Дмитрий Костюк пригласили её в Киев. Так и появился первый состав группы «ВИА Гра» — Алёна Винницкая и Надежда Грановская (такую фамилию ей посоветовал взять Константин Меладзе). В течение двух лет группа выпустила 4 сингла и видеоклипа («Попытка № 5», «Обними меня», «Бомба» и «Я не вернусь»), которые занимали высокие места в хит-парадах России и Украины.

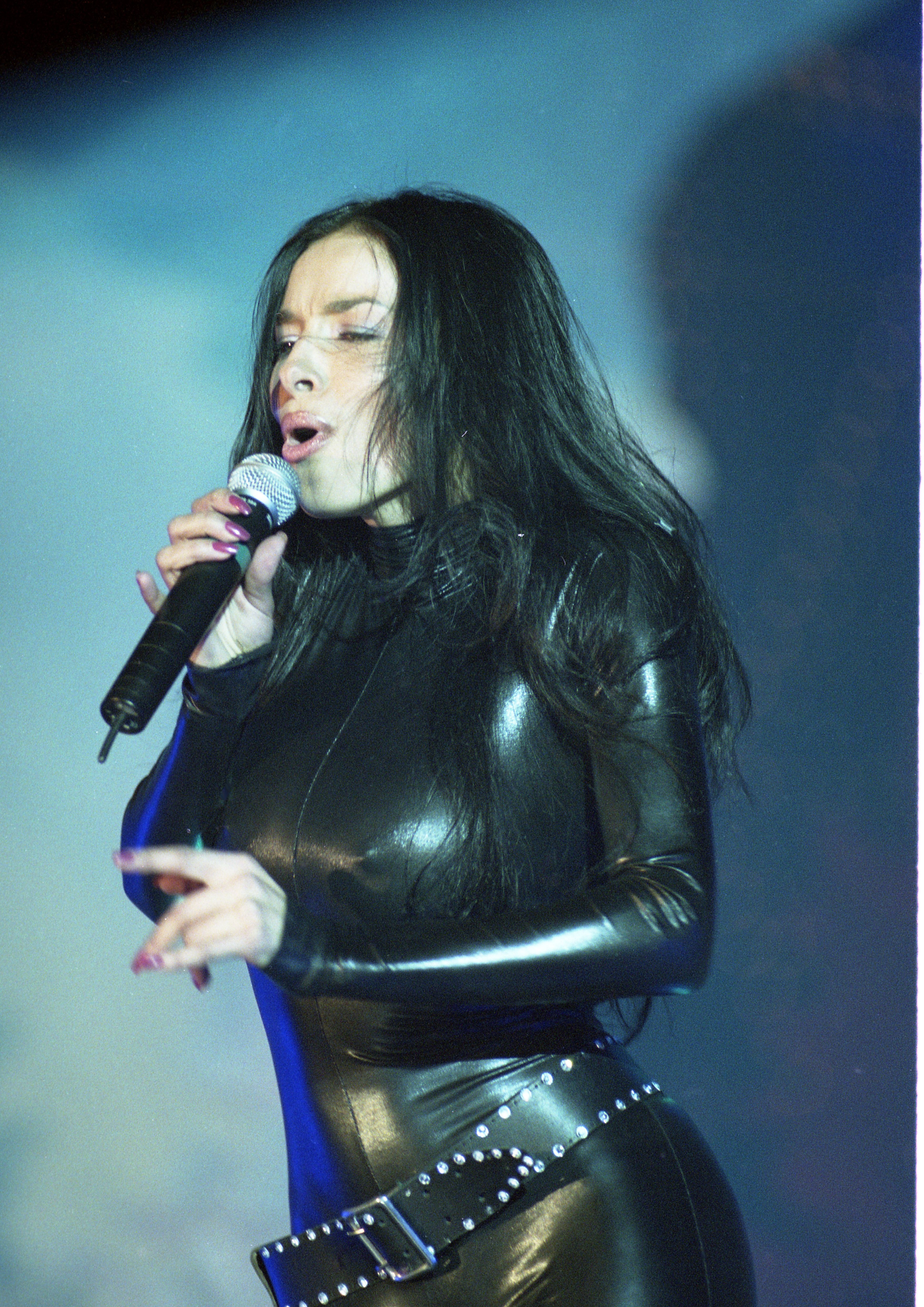
Надежда Грановская в 2001 году на съёмках программы «Рождественские встречи»

В 2002 году из-за беременности Надежде пришлось покинуть коллектив. На время её место в группе заняла Татьяна Найник, которой впоследствии пришлось оставить коллектив, так как после родов Надежда вернулась в состав трио. Молодой матери понадобился лишь месяц, чтобы вернуться в коллектив. Вернулась Грановская сразу на съёмочную площадку клипа «Good morning, папа!», когда основной материал уже был отснят. В это время из Италии в Киев прилетела мать Надежды и занялась воспитанием новорождённого внука. В 2003 году образовался «золотой состав», в который вместе с Надеждой входили Вера Брежнева и Анна Седокова. За два года в составе было записано 3 альбома, в том числе англоязычный, которые были сертифицированы «Золотым диском», получено множество наград. В 2006 году Надежда покинула коллектив. 19 января 2009 года Грановская вновь вернулась в группу, заменив Меседу Багаудинову. В ноябре 2011 года состоялся последний концерт в составе с Надеждой, которая вновь покинула коллектив из-за беременности.

### Сольная карьера
После ухода из группы в 2006 году Грановская попробовала себя на телевидении. С 2006 по 2009 год была ведущей программы «Невероятные истории любви» (укр. Неймовірні історії кохання) на украинском телеканале «СТБ», ведя её под своей настоящей фамилией — Мейхер. В 2006 году принимала участие в проекте телеканала 1+1 «Танцы со звёздами». В апреле того же года снималась в клипе «Чёрный ангел» бывшей коллеги по группе Светланы Лободы. Также в декабре 2007 года совместно со Светланой Лободой и Русланой Писанка снималась в новогодней программе «Смешные песни о главном» на телеканале «1+1».
После ухода из группы три года занималась академическим вокалом, среди её репертуара были арии «Хабанера» и «Самсон и Далила».
В январе 2009 года певица вновь вернулась в группу «ВИА Гра». В июле того же года выпустила сборник стихов «Сиюминутное влечение», иллюстрациями к которому стала её эротическая фотосессия. В этом же году приняла участие в фотосессиях для журналов XXL и Maxim.

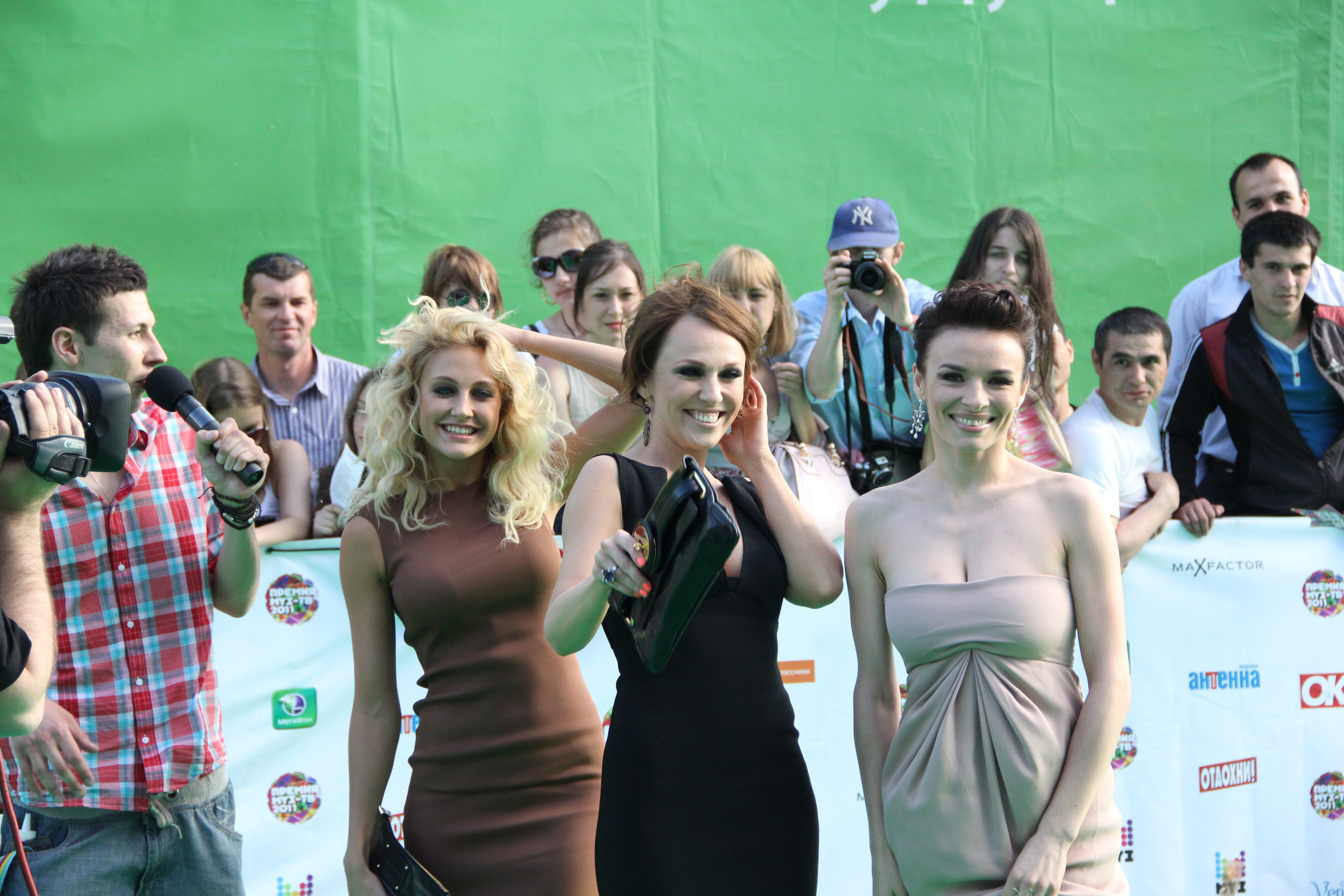
Надежда (справа) в составе группы «ВИА Гра» на «Премии Муз-ТВ 2011»

В начале 2011 года была ведущей программы «Неймовірна правда про зірок» («Невероятная правда о звёздах») на телеканале «СТБ». 30 ноября 2011 года в третий раз покинула коллектив по причине второй беременности.
В 2013 году была приглашена на реалити-шоу «Хочу V ВИА Гру» изначально в качестве жюри на украинском кастинге, а позже стала наставницей одной из троек, которая в итоге победила на проекте и стала новым составом группы «ВИА Гра».
В 2014 году приняла участие во втором сезоне шоу «Один в один!» на телеканале «Россия 1». 27 мая того же года вернулась на сцену в качестве сольной исполнительницы с синглом «Дело не в теле». 13 июня 2014 года на сольном концерте представила две новых песни «Пламя» и «Не плач» (на украинском языке), а также клип «Дело не в теле», который три недели продержался в Топ-50 хит-парада «IVI MUSIC». В июне состоялся интернет-релиз сингла «Останься», на который в марте 2015 года был выпущен клип. 14 октября 2014 года на iTunes состоялась премьера сингла «Танго возвращения», в тот же день был выпущен и клип.
В июле 2014 года Грановская была ведущей конкурса «Новая волна», её соведущим был Денис Клявер. В сентябре являлась одной из ведущих программы «Женские штучки» на телеканале «НТВ», но после двух выпусков программа закрылась. В новогоднюю ночь 2015 года Грановская с Алёной Винницкой исполнили на телеканале «Интер» в программе «Жди меня» песню Леонида Агутина и Владимира Преснякова «Аэропорты».
С февраля 2015 года была одной из членов жюри шоу «Співай як зірка». В июне 2016 года Мейхер представила видео-тизер спектакля Historia de Un Amor, премьера которого состоялась в Киеве 21 июня 2016 года. Спектакль является авторским арт-проектом Мейхер, который она готовила два года. В нём были исполнены песни на четырёх языках и авторская поэзия Надежды Мейхер. Также на спектакле была исполнена новая авторская песня Надежды «Більше ніж друг», официальная премьера которой состоялась 15 ноября. С декабря запланированы гастроли со спектаклем по Украине. В июле принимала участие в видеопроекте «Звёздный девичник» для журнала Viva. С октября начала вести мастер-классы по бытовым вопросам.
17 мая 2017 года на «Русском радио» на Украине презентовала песню «Грешу — молюсь», которую исполнила ещё в январе 2017 года в программе «Секрет на миллион». С июня 2017 года снималась в многосерийном фильме «Ничто не случается дважды» режиссёра Оксаны Байрак, в России показ которого состоялся в ноябре 2019 года. 1 октября 2017 года состоялась премьера авторского спектакля «Historia de Un Amor» в России, далее прошли показы в странах СНГ, в том числе по городам России.
С февраля 2018 года Надежда занималась продюсированием Рашель Дауд, сирийской певицы.
Летом 2020 года Мейхер принимала участие в съёмках сериала «Великi вуйки». Осенью того же года Надежда повторно участвует в проекте «Танцы со звёздами» в паре с Кириллом Васюком. Пара заняла 3-е место. В конце года Мейхер принимала участие в 11 сезоне «Голос страны». На боях певица покинула проект по собственному желанию.
Весной 2021 года приняла участие в украинской версии шоу «Маска» в качестве приглашённой звезды. В мае прошли съёмки комедии «Дон Жуан из Жашкова», где певица сыграла жену главного героя. В июне Надежда дебютировала в опере в роли Кармен. 21 сентября состоялась премьера веб-сериала «Боги VS Блогеры», в котором Мейхер сыграла одну из главных ролей. Съёмки сериала прошли весной того же года.

### Дизайнер
Весной 2016 года Мейхер выпустила первую капсульную коллекцию дизайнерской одежды, под брендом Meiher by Meiher и открыла бутик в Киеве. В октябре 2019 года в рамках Odessa Fashion Day состоялся показ коллекции от Надежды.

## Семья
Бабушка по материнской линии — Евгения Марковна Щирба.
Дед по материнской линии — Анатолий Вячеславович Щирба.
Мать — Галина Анатольевна Щирба.
Отец — Александр Павлович Мейхер.

## Личная жизнь
15 августа 2002 года родила сына Игоря от бизнесмена Александра Лищенко. В 2009 году сын дебютировал в качестве актёра в озвучке мультфильма «День рождения Алисы» в украинском дубляже в роли Боло.
23 марта 2012 года родила дочь Анну от российского бизнесмена Михаила Уржумцева, генерального директора «Мелон Фэшн Групп». В 2014 году вышла за него замуж, 17 октября 2015 года родила дочь Марию. Дети проживают в Киеве.

## Телевидение
- «Танцы со звёздами»
- «Невероятные истории любви»
- «Лёд и пламень»
- «Неймовірна правда про зірок»
- «Зірки в опері»
- «ШоумаSтгоуон»
- «Хочу V ВИА Гру»
- «Один в один»
- «Живой звук»
- «Співай як зірка»

## Книги
Осенью 2009 года — сборник стихотворений «Сиюминутное влечение». В 2009 году Надежда снялась в специальном фотосете, который вошёл в книгу-фотоальбом Олега Роя «Мы живём на одной планете».

## Синглы

##### Сольно
| Год  | Название              | Автор слов      | Композитор                            | Альбом |
| ---- | --------------------- | --------------- | ------------------------------------- | ------ |
| 2014 | «Дело не в теле»      | Елена Кипер     | Елена Кипер, Александр Муратовский    | ТВА    |
| 2014 | «Танго возвращения»   | Анна Завальская | Александр Пантыкин, Дмитрий Саратский | ТВА    |
| 2015 | «Останься»            | Надежда Мейхер  | Сергей Тягнирядно, Надежда Мейхер     | ТВА    |
| 2015 | «Пламя»               | Айна Вильберг   | Айна Вильберг                         | ТВА    |
| 2016 | «Більше ніж друг»     | Надежда Мейхер  | Надежда Мейхер                        | ТВА    |
| 2017 | «Грешу — молюсь»      | Елена Кипер     | Елена Кипер, Михаил Кошевой           | ТВА    |
| 2017 | «Я не Святая»         | Елена Кипер     | Елена Кипер                           | ТВА    |
| 2017 | «Historia de Un Amor» | Carlos Almarn   | Carlos Almarn                         | ТВА    |

## Дискография

### В составе группы «ВИА Гра»

#### Студийные альбомы
- Попытка № 5 (2001)
- Стоп! Снято! (2003)
- Биология (2003)
- Stop! Stop! Stop! (2004) (как Nu Virgos)

#### Сборники и EP
- Бриллианты (2005)

#### DVD
- Стоп! Снято! (2003)
- Nu Virgos: MV Collection (2004) (как Nu Virgos)

## Видеография

### В составе группы «ВИА Гра»
| Год  | Клип                                                      | Режиссёр          | Состав                                          |
| ---- | --------------------------------------------------------- | ----------------- | ----------------------------------------------- |
| 2000 | «Попытка № 5»                                             | Макс Паперник     | А.Винницкая, Н.Грановская                       |
| 2000 | «Обними меня»                                             | Семён Горов       | А.Винницкая, Н.Грановская                       |
| 2001 | «Бомба»                                                   | Игорь Иванов      | А.Винницкая, Н.Грановская                       |
| 2001 | «Я не вернусь»                                            | Макс Паперник     | А.Винницкая, Н.Грановская                       |
| 2002 | «Good morning, папа!»                                     | Семён Горов       | А.Винницкая, А.Седокова, Н.Грановская, Т.Найник |
| 2003 | «Я не поняла»                                             | Владимир Пасичник | А.Седокова, Н.Грановская, А.Винницкая           |
| 2003 | «Не оставляй меня, любимый!»                              | Семён Горов       | А.Седокова, Н.Грановская, В.Брежнева            |
| 2003 | «Не оставляй меня, любимый! (space mix by YaD)»           | Владимир Пасичник | А.Седокова, Н.Грановская, В.Брежнева            |
| 2003 | «Don't Ever Leave Me Love»                                | Владимир Пасичник | А.Седокова, Н.Грановская, В.Брежнева            |
| 2003 | «Убей мою подругу»                                        | Семён Горов       | А.Седокова, Н.Грановская, В.Брежнева            |
| 2003 | «Till The Morning Light»                                  | Владимир Пасичник | А.Седокова, Н.Грановская, В.Брежнева            |
| 2003 | «Kill My Girlfriend / 愛の罠»                             | Владимир Пасичник | А.Седокова, Н.Грановская, В.Брежнева            |
| 2003 | «Вот таки дела»                                           | Владимир Пасичник | А.Седокова, Н.Грановская, В.Брежнева            |
| 2003 | «Океан и три реки» (совместно с Валерием Меладзе)         | Семён Горов       | А.Седокова, Н.Грановская, В.Брежнева            |
| 2003 | «Stop! Stop! Stop!»                                       | Семён Горов       | А.Седокова, Н.Грановская, В.Брежнева            |
| 2004 | «Притяженья больше нет» (совместно с Валерием Меладзе)    | Семён Горов       | А.Седокова, Н.Грановская, В.Брежнева            |
| 2004 | «Биология»                                                | Семён Горов       | Н.Грановская, В.Брежнева, С.Лобода              |
| 2004 | «Мир, о котором я не знала до тебя / Take You Back»       | Семён Горов       | Н.Грановская, В.Брежнева, А.Джанабаева          |
| 2005 | «Нет ничего хуже / I Don’t Want a Man» (совместно с ТНМК) | Семён Горов       | Н.Грановская, В.Брежнева, А.Джанабаева          |
| 2005 | «Бриллианты»                                              | Семён Горов       | Н.Грановская, В.Брежнева, А.Джанабаева          |
| 2009 | «Анти-гейша»                                              | Алан Бадоев       | Н.Грановская, А.Джанабаева, Т.Котова            |
| 2009 | «Сумасшедший»                                             | Сергей Солодкий   | Н.Грановская, А.Джанабаева, Т.Котова            |
| 2010 | «Пошёл вон!»                                              | Алан Бадоев       | Н.Грановская, А.Джанабаева, Е.Бушмина           |
| 2010 | «День без тебя»                                           | Сергей Солодкий   | Н.Грановская, А.Джанабаева, Е.Бушмина           |

### Сольно
| Год  | Клип                                      | Режиссёр                     | Альбом |
| ---- | ----------------------------------------- | ---------------------------- | ------ |
| 2014 | «Дело не в теле»                          | Игорь и Александр Стеколенко | TBA    |
| 2014 | «Танго возвращения»                       | Игорь и Александр Стеколенко | TBA    |
| 2015 | «Останься»                                | Маша Маслий                  | TBA    |
| 2016 | «Historia de Un Amor (Тизер к спектаклю)» | Алина Дианова                | TBA    |
| 2017 | «Historia de Un Amor»                     | Александр Стеколенко         | TBA    |
| 2018 | «Надежда»                                 | Елена Винярская              | TBA    |

### Как актриса
| Год  | Клип             | Исполнитель     | Режиссёр                     |
| ---- | ---------------- | --------------- | ---------------------------- |
| 2006 | «Чёрный ангел»   | Светлана Лобода | Александр и Игорь Стеколенко |
| 2011 | «Побудь со мной» | Валерий Меладзе | Алан Бадоев                  |
| 2017 | «Не плачь»       | GADAR           | Нателла Крапивина            |
| 2018 | «Ресницами»      | ДОРОШ           | Елена Винярская              |

## Фильмография

##### Участие в новогодних мюзиклах в составе группы «ВИА Гра»
| Год  | Название                       | Роль               |
| ---- | ------------------------------ | ------------------ |
| 2002 | Вечера на хуторе близ Диканьки | подруга Оксаны     |
| 2003 | Золушка                        | японская принцесса |
| 2004 | Сорочинская ярмарка            | Параска            |

##### Сольно
| Год  | Название                               | Роль              |
| ---- | -------------------------------------- | ----------------- |
| 2013 | «Валерий Меладзе. Никто не виноват»    | камео             |
| 2014 | «Ты меня любишь?»                      | психолог Илона    |
| 2018 | «Ничто не случается дважды»            | Раиса             |
| 2019 | «Великие Вуйки»                        | Галина            |
| 2021 | «Сумасшедшая свадьба 3»                | монахиня          |
| 2021 | «Боги VS Блогеры»                      | богиня            |
|      | «Дон Жуан из Жашкова» (в производстве) | Анжела, жена Жени |

## Награды и премии

#### В составе группы «ВИА Гра»
(основная статья: Список наград и номинаций группы «ВИА Гра»)
- 2001 — премии «Стопудовый хит», «Золотая жар-птица» и «Золотой граммофон» за песню «Попытка № 5»
- 2001 — премия «Золотая Гиря» за видеоклип «Попытка № 5»
- 2001 — номинанты проекта «Звезда Украинской эстрады»
- 2003 — «Золотой диск» от «НФПФ» за альбом «Стоп! Снято!»
- 2003 — «Золотой диск» от «Национальной Федерации Производителей Фонограмм» за альбом «Попытка № 5»
- 2003 — «Серебряная калоша» в номинации «Если вам немного за 30, или В царство свободы дорогу грудью проложим себе»
- 2003 — «Золотой диск» от «НФПФ» за альбом «Биология»
- 2003 — «Стопудовый хит» за песню «Убей мою подругу»
- 2004 — премия «Песня года» за песни «Не оставляй меня, любимый!», «Океан и три реки» (совместно с Валерием Меладзе)
- 2003 — «Золотой граммофон» за песню «Не оставляй меня, любимый!»
- 2004 — на «ZD Awards» получили награды в номинациях «Самый сексуальный артист года» и «Группа года»
- 2004 — «Бомба года-2004» за песни «Я не поняла» и «Убей мою подругу»
- 2004 — на премии «Муз-ТВ 2004» получили награды в номинациях «Лучший дуэт» и «Лучшая поп-группа»
- 2004 — премия «RMA-04» за песню «Притяженья больше нет» (совместно с Валерием Меладзе)
- 2004 — «Золотой граммофон» за песню «Притяженья больше нет» (совместно с Валерием Меладзе)
- 2005 — «Золотой граммофон» за песню «Бриллианты»
- 2009 — «Золотой граммофон» за песню «Анти-Гейша»
- 2009 — лучший клип десятилетия «Не оставляй меня, любимый!» по зрительскому голосованию телеканала «RU.TV»[101]

##### Сольно
- 2009 — 17 место в опросе «100 самых сексуальных женщин страны 2009» журнала «MAXIM»[102]
- 2010 — 38 место в опросе «100 самых сексуальных женщин страны 2010» журнала «MAXIM»[102]
- 2011 — 32 место в опросе «100 самых сексуальных женщин страны 2011» журнала «MAXIM»[102]
- 2012 — 68 место в опросе «100 самых сексуальных женщин страны 2012» журнала «MAXIM»[102]
- 2013 — победа в специальной номинации «Бриллиантовая леди» журнала «Viva»[103].
- 2013 — 71 место в опросе «100 самых сексуальных женщин страны 2013» журнала «MAXIM»[102]
- 2014 — 46 место в опросе «100 самых сексуальных женщин страны 2014» журнала «MAXIM»[102]
- 2015 — 59 место в опросе «100 самых сексуальных женщин страны 2015» журнала «MAXIM»[102]
- 2016 — 58 место в опросе «100 самых сексуальных женщин страны 2016» журнала «MAXIM»[104]